# Hippopsis brevithorax
Hippopsis brevithorax es una especie de escarabajo longicornio del género Hippopsis, tribu Agapanthiini, subfamilia Lamiinae. Fue descrita científicamente por Galileo y Martins en 2007.

## Descripción
Mide 17,1 milímetros de longitud.

## Distribución
Se distribuye por Colombia.